# Sombreamento

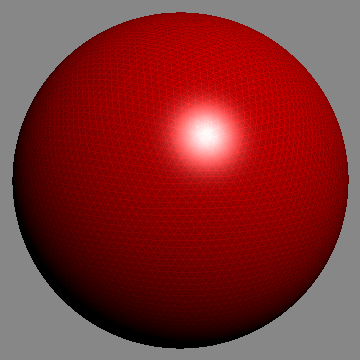
Sombreamento de Gouraud, desenvolvido porHenri Gouraudem1971, foi uma das primeiras técnicas de shading desenvolvida emcomputação gráfica.

Sombreamento ou shading refere-se à demonstração da percepção de profundidade em modelagem 3D ou ilustrações através da variação de níveis de escuridão.

## Desenho
Shading é usado em desenho para demonstrar níveis de escuridão no papel.
Padrões de luz, como objetos tendo áreas de luz e sombra, ajudam ao criar a ilusão de profundidade no papel.